# オムニエアインターナショナル
オムニエアインターナショナル（英語：Omni Air International）はアメリカ合衆国オクラホマ州を拠点にしているチャーター便を運航する航空会社。

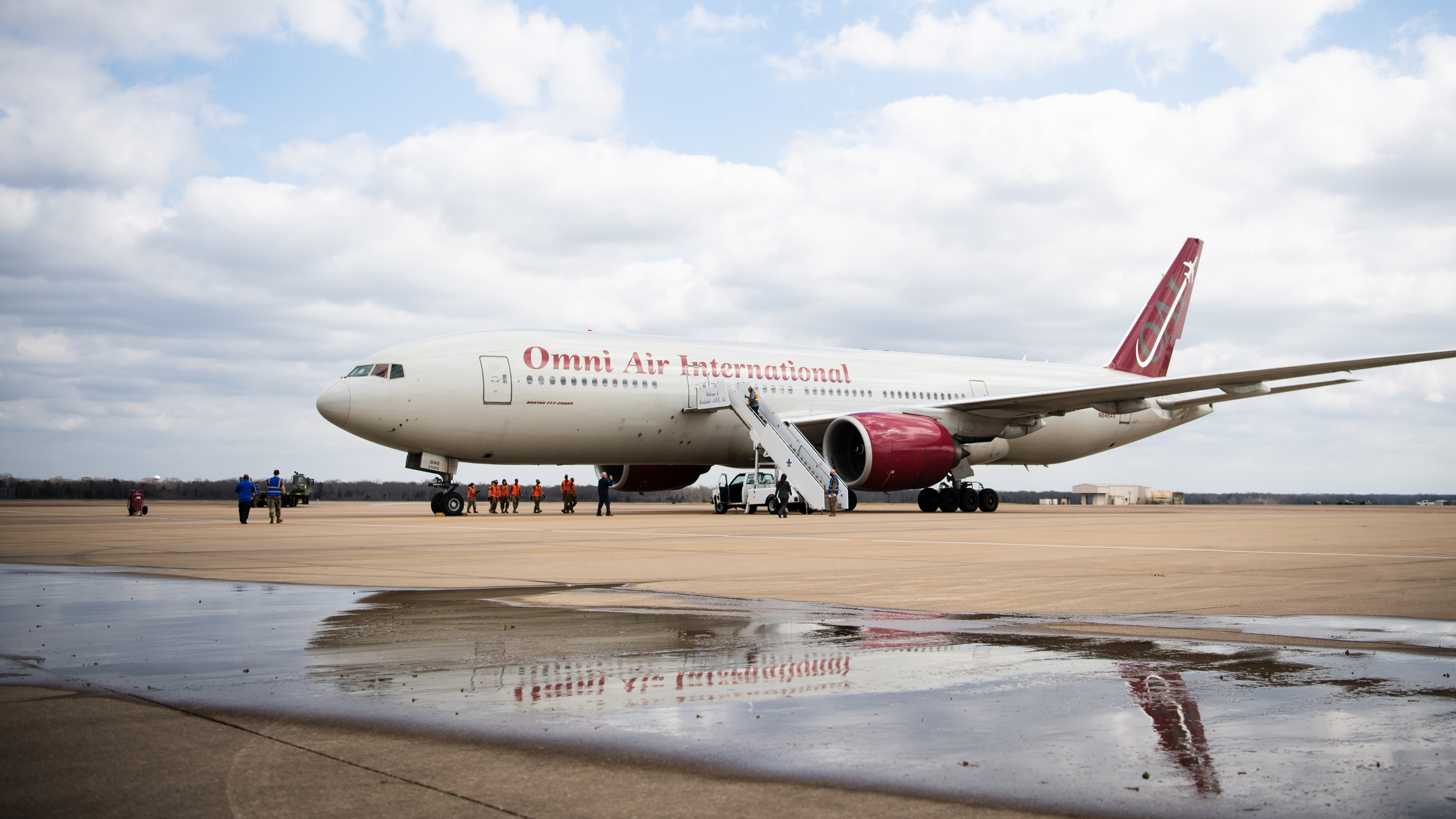
ボーイング777-200ER

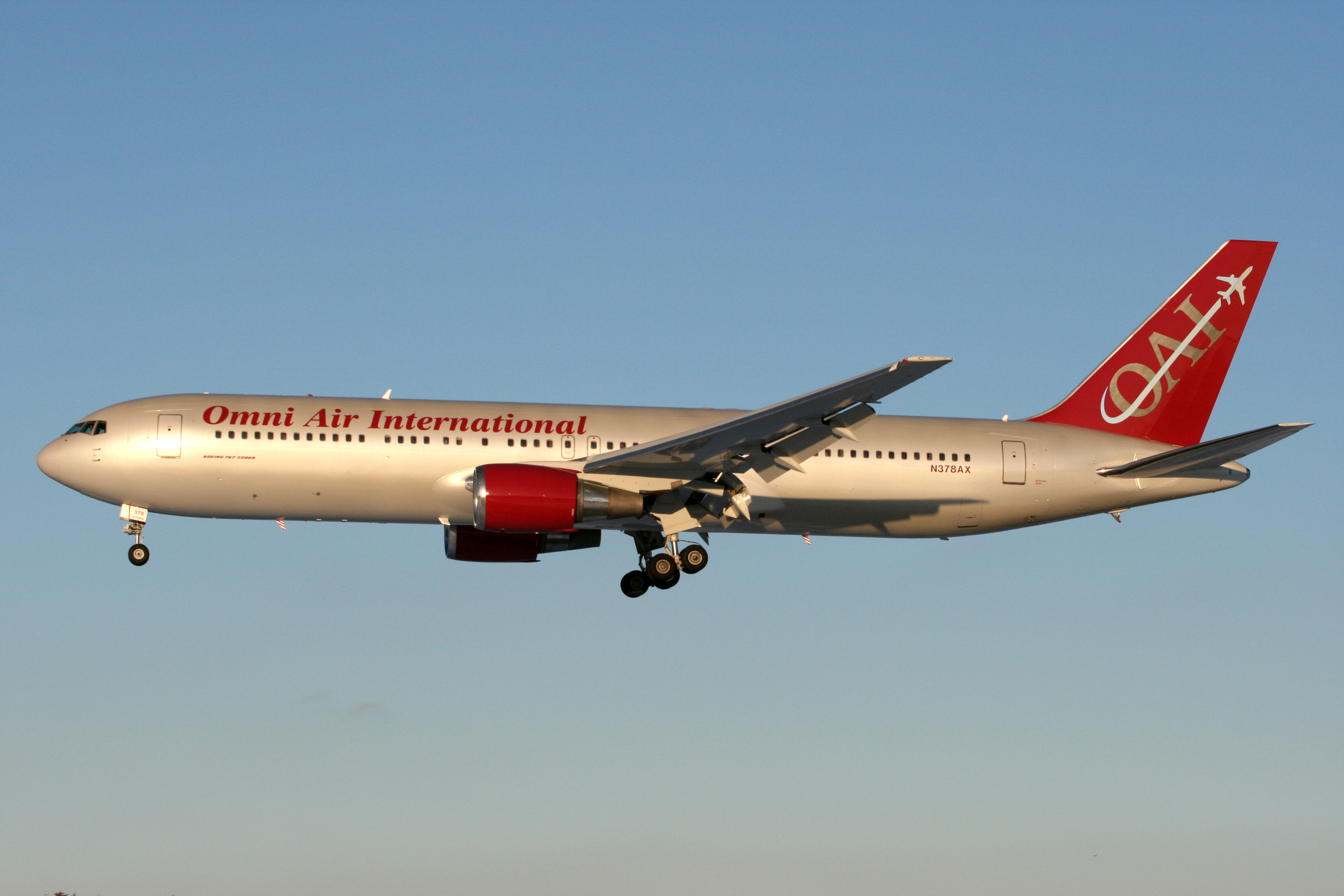
ボーイング767-300ER

## 運航路線
ホノルル-ラスベガス間のチャーター便のほか夏季、冬季などには日本の地方空港からチャーター便を運航している。また、自衛隊のイラク派遣チャーターや、アメリカ軍のチャーター便も運航している。

## 保有機材
この航空会社の機材は以下の航空機で構成される（2016年11月現在）

退役機材
- ボーイング 727-100型機
- ボーイング 757-200型機

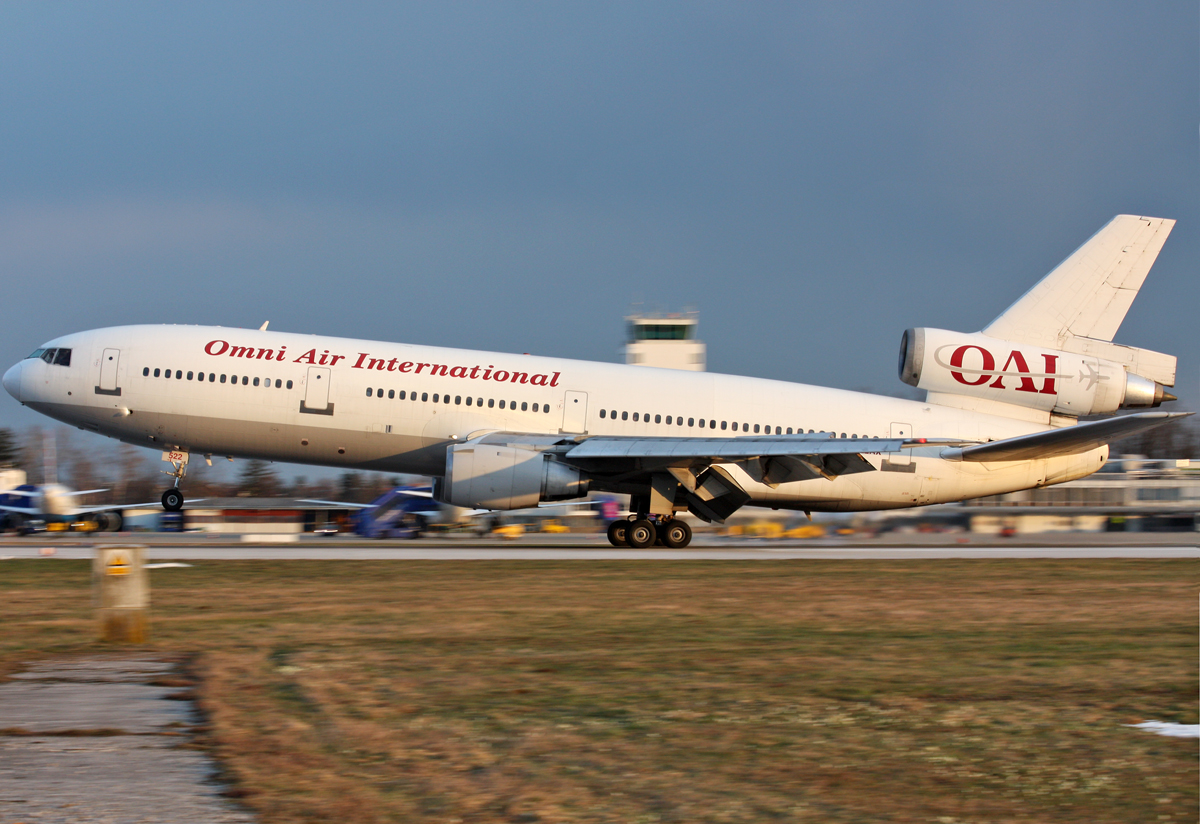
オムニエアインターナショナルのDC-10（退役済）

- マクドネルダグラスDC-10-30型機　4機
- マクドネルダグラスDC-10-30ER型機　3機

※DC-10-30のうち2機は、かつて日本エアシステム（現日本航空インターナショナル）で運航されていた機体である。